# Touranella gracilis
Touranella gracilis är en mångfotingart som beskrevs av Carl Graf Attems 1937. Touranella gracilis ingår i släktet Touranella och familjen orangeridubbelfotingar. Inga underarter finns listade i Catalogue of Life.